# Dicranomyia (Idioglochina) corallicola mayotteana
Dicranomyia (Idioglochina) corallicola mayotteana is een ondersoort van de tweevleugelige Dicranomyia (Idioglochina) corallicola uit de familie steltmuggen (Limoniidae). De ondersoort komt voor in het Afrotropisch gebied.